# Кумотори
Кумотори (на японски: 雲取山, по английската Система на Хепбърн Kumotoriyama) е планина разположена на границата между префектури Токио, Сайтама и Яманаши на остров Хоншу, Япония. Височината ѝ е 2017 m, което я прави най-високото място в Токио. Кумотори разделя планините Окучичибу и Окутама.
Нейното разположение между планини прави достигането ѝ трудно.
Кумотори е една от 100-те най-известни планини в Япония.